# Temple (Maine)
Pour les articles homonymes, voir Temple (homonymie).
Temple est une ville américaine située dans le Comté de Franklin, dans le Maine. Selon le recensement de 2020, sa population est de 527 habitants.